# Honda Legend
Honda Legend — седан премиум-класса, выпускавшийся компанией Honda с 1984 по 2013 годы. Модель первоначально представили в 1985 г. Всего существует пять поколений Honda Legend:
- I (1985—1990; купе, седан)[5][6][7][8][9]
- II (1990—1996; купе, седан)[10]
- III (1996—2004; седан)[11]
- IV 2004—2008; седан)
- IV (Рестайлинг 2008—2012; седан)[12][13][14]
- V (2015—2018; седан)[15][16][17][18][19][20]

## Первое поколение
Развивая свой успех на североамериканском рынке, в октябре 1985 года Honda выпустила полноразмерную модель седана бизнес-класса Legend, решив напрямую конкурировать с марками BMW и Mercedes-Benz, что было невозможно представить ещё в конце 70-х.  
Столь смелая инициатива японского производителя поначалу не предвещала ничего хорошего в плане рыночных перспектив, но помогла сломать стереотип потребителей, считавших, что японцы ничего респектабельного производить не могут.  
Постепенно они оценили качественную конструкцию и большой опыт компании в производстве силовых агрегатов, способных долго выдерживать высокий темп езды. 
Салон Honda Legend поначалу представлял собой типично японский интерьер автомобиля среднего класса. Нечто подобное можно было увидеть в автомобилях Nissan Cedric, Nissan Skyline, Toyota Cressida — характерных японских представителях среднего класса. 
Впоследствии, постоянно расширяя список стандартно устанавливаемого оборудования, компания Honda вывела модель Legend no уровню оснащения в лидеры рынка и, безусловно, опередила в этом отношении на американском рынке европейские автомобили аналогичного класса, на что и делался первоначальный расчёт.
В феврале 1987 года было представлено четырёхместное купе, продажи которого в США были организованы через новую торговую сеть люксовой марки Acura, принадлежащей компании Honda.
Кузов Legend Coupe хотя и двухдверный, но вход и выход для пассажиров с заднего ряда сидений довольно удобен (если сравнивать с аналогичными европейскими моделями типа Mercedes-Benz SEC или BMW 6-er). С 1988-го начали устанавливать сложную двухрычажную заднюю подвеску. Помимо этого японские и евро-американские модели получили различное оформление передних частей кузова (других отличий не было, что облегчает жизнь покупателям «секонд хэнд»). 
Широкий ассортимент устанавливаемого дополнительного оборудования и силовые агрегаты также унифицированы, поэтому конкретная страна покупки автомобиля не важна. Honda Legend в этом отношении дополнительных проблем не создаёт, только нужно уточнять, какого типа двигатель, коробка передач установлены на автомобиле, а также точный год выпуска.
Первоначально Legend комплектовали 2-литровым бензиновым двигателем V6 мощностью 145 л. с., но так как покупателям этого было недостаточно, с сентября 1987 года поступили в продажу и версии с 2,7-литровым V-образным шестицилиндровым 180-сильным двигателем с неплохим крутящим моментом, максимальное значение которого достигает 226 Н-м/ 4500 мин. За высокую динамику разгона (8,9 с до 100 км/ч) пришлось заплатить повышенным расходом топлива, который при езде в городе (с автоматической трансмиссией) может составлять 15-16 л на 100 км. При этом на скорости 90-120 км/ч потребление бензина остаётся в пределах 9-11 л на 100 км. Существовала также турбо-версия.

## Второе поколение
Выпускалось также в кузове купе. Второе поколение, по лицензии выданной Daewoo Motors, выпускалось с 1993 по 2000 годы под названием Daewoo Arcadia. 
Модель Legend разрабатывалась компанией Хонда, прежде всего, с целью проникновения на перспективный и престижный рынок Северной Америки. Цель эта была достигнута, но постепенно рынок стал требовать несколько изменить «статус» этого автомобиля. В связи с этим в 1990 году дебютировала машина второго поколения семейства Legend. 
Длина её кузова была почти 5 метров, что придавало ей намного более солидный вид, нежели у предшественницы, которая справедливо воспринималось несколько «легковесной». Следуя требованиям рынка, производитель поменял не только габариты и внешний дизайн, но и внёс изменения, направленные на улучшение ходовых качеств. Двигатель по — прежнему оставался V-образным с 6-ю цилиндрами, но его рабочий объём был увеличен до 3.2 литра. 
Развиваемая мощность составляла 205 л. с., что для такого кузова было более чем достаточно. Двигатель был расположен так, что удалось наилучшим образом сбалансировать вес автомобиля. В частности, будучи переднеприводной машиной, она демонстрировала такую манёвренность, которая ставила её в один ряд с самими лучшими образцами машин с задним приводом. Существенную роль в улучшении ходовых качеств сыграло изменение конструкции подвески. 
Теперь каждое из 4 колёс крепилось на кузове посредством двух параллельных поперечных рычагов (double wishbones). В 1993 году модельный ряд пополнился серией Touring. Машины этой серии были оснащены новым двигателем, на котором были модифицированы системы впуска и выпуска. После внесённых изменений двигатель мог развивать мощность в 235 л. с.

## Третье поколение
Третье поколение Legend начало выпускаться в 1996 году. Оно продолжило концепцию своих предшественников:
1. Размеры кузова несколько увеличились при оставшейся неизменной базе.
2. Также, как и предыдущее поколение, оснащается 24-клапанным двигателем V6. Однако если в предыдущем поколении объём двигателя составлял 3,2 литра, то сейчас он увеличился до 3,5 литров.
3. Мощность осталась прежней — 205 л. с., увеличился крутящий момент.

На Legend используется независимая подвеска всех четырёх колёс, по праву являющаяся гордостью Honda. Благодаря ей автомобиль имеет лёгкий, плавный ход, что, по сути, стало одной из привлекательных сторон этой модели. Ходовые качества Legend не уступают другим первоклассным машинам. Кроме того, следует особенно отметить то, что при движении автомобиля удалось добиться относительно высокого уровня бесшумности. Конечно, существует некоторый шум от работы мотора, но низкая шумность была получена за счёт максимального снижения звука ветра благодаря форме кузова, имеющего отличную аэродинамику, и систему звукоизоляции.
Кроме того, автомобиль имеет необычное оформление и оснащение интерьера. Салон комфортен благодаря наличию в нём специальных сидений, поглощающих вибрацию. В 1998 году в результате рестайлинга решётка радиатора стала больше, а кузов — жёстче.

## Четвёртое поколение
Представлено 7 октября 2004 г. Благодаря новейшим технологиям в сочетании с инновационными системами обеспечения комфорта и безопасности, новая Honda Legend по праву занимает место в первом ряду роскошных четырёхдверных седанов. Верная своему спортивному направлению, Honda в своей новой модели премиум-класса предлагает комфортный салон с элементами спортивного стиля.
Элегантный дизайн модели Legend соответствует её статусу, в то время как динамичные линии кузова отражают спортивный темперамент, намекая на мощность двигателя. Характерной чертой передней части является покатый капот. При взгляде сбоку стремительные линии кузова, форма окон и короткая массивная задняя часть ещё больше подчёркивают клиновидную форму Legend.
Новая Legend на 20 мм выше и на 25 мм шире предыдущей модели. Общая габаритная длина, однако, уменьшилась на 38 мм, и колёсная база на 110 мм. Длина пассажирского салона увеличилась на 30 мм, а высота на 40 мм. В результате, несмотря на уменьшение габаритной длины, салон стал просторнее. Пассажиры все также могут насладиться его изысканностью, эргономичностью и великолепной отделкой.
Оснащается 3,5 литровым (3 471 см³) V-образным 6-цилиндровым двигателем мощностью 295 л. с., оснащённым системой VTEC.
Honda Legend был признан Автомобилем года в Японии (2004—2005).
В 2005 году технология полного привода «SH-AWD» (Super Handling All-Wheel Drive) получила номинацию «Технология года» премии RJC (Япония).
Технология Select-Shift была применена для 5-скоростной АКПП.